# Моркун, Владимир Станиславович
Моркун Владимир Станиславович (род. 9 сентября 1951, Москва) — советский и украинский учёный в области горного дела, горный инженер-электрик. Доктор технических наук (2000), профессор (2002).

## Биография
Родился 9 сентября 1951 года в Москве.
В 1973 году окончил Криворожский горнорудный институт.
В 1979 году окончил Московский институт стали и сплавов.
С 1975 года — в Криворожском горнорудном институте: младший, старший научный сотрудник, ассистент, доцент, в 1987—1991 годах — заведующий кафедрой электроснабжения, с 1991 года — начальник научно-исследовательской части университета.

## Научная деятельность
Специалист в области автоматизации процессов управления. Автор научных работ.
Руководитель научной школы «Теоретическое обоснование, методы и системы адаптивного управления технологическими процессами обогащения полезных ископаемых».

### Научные труды
- Енергозабезпечення гірничих підприємств : Підручник для студентів вищих навчальних закладів за напрямом «Гірництво» :  [укр.] / В. Ф. Бизов, В. С. Моркун. — Кривий Ріг : Мінерал, 2003. — 266 с. — ISBN 966-7103-96-Х.
- Адаптивные системы оптимального управления технологическими процессами / Кривой Рог, 2005.
- Ультразвуковой контроль характеристик измельченных материалов в АСУ ТП обогатительного производства / Кривой Рог, 2007.

## Награды
- Государственная премия Украины в области науки и техники (20 декабря 2006)[1];
- Отличник образования Украины (2001);
- Нагрудный знак МОН Украины «За научные достижения» (2006).